# José Leandro Andrade
José Leandro Andrade (Salto, 1 oktober (volgens andere bronnen 20 of 22 november) 1901 – Montevideo, 4 oktober (volgens andere bronnen 5 oktober) 1957) was een Uruguayaans voetballer. Hij genoot veel succes als speler van het Uruguayaans voetbalelftal, waarmee hij ook het eerste WK won.
Andrade werd beschreven als een intelligente en rustige speler die nooit zijn doelpunten uitbundig vierde. Hij was een dynamische, snelle en zeer technische speler die in staat was om te domineren op het veld zonder zijn teamgenoten hierbij te beïnvloeden.
Omdat de gegevens van lang geleden dateren, zijn de statistieken nogal verschillend. Zo zijn de jaartallen waarin hij voor een club uitkwam en het aantal gespeelde wedstrijden verschillend per bron. Volgens sommige bronnen speelde Andrade naast de in dit artikel genoemde clubs ook nog voor Reformers FC en Argentinos Juniors.

## Beginjaren
Andrade werd in 1901 geboren in Salto als zoon van een Argentijnse moeder. José Ignacio Andrade, die zijn vader geweest zou zijn, is genoteerd op zijn geboorteakte als getuige. De oudere Andrade, die 98 jaar oud was bij de geboorte van José Leandro Andrade, was een expert in de Afrikaanse magie en zou een in Afrika geboren slaaf zijn die ontsnapt is uit Brazilië.
Op vroege leeftijd ging Andrade bij zijn tante wonen in een sloppenwijk in Montevideo.
Voorafgaand aan de invoering van het profvoetbal in Uruguay had Andrade een aantal banen. Op een bepaald moment werkte hij als een carnaval muzikant, voornamelijk spelend op de drums. Op verschillende momenten in zijn leven werkte hij ook als schoenpoetser en als een krantenverkoper.

## Clubcarrière
Naast zijn passie voor muziek was Andrade een fervent voetballer. In de jeugd voetbalde hij bij Miramar Misiones.
In het begin van de jaren 1920 tekende Andrade een contract bij Bella Vista, waar hij uiteindelijk 71 wedstrijden speelde en 7 doelpunten maakte. Het was bij Bella Vista dat Andrade voor het eerst werd geselecteerd voor het nationale team.
Andrade verkaste later naar Nacional waar hij vier keer Uruguayaans kampioen werd en drie nationale bekers won.
In 1930 verkaste Andrade naar CA Peñarol, waar hij 88 wedstrijden speelde in de jaren die volgden. Andrade had eerder als tiener al bij de club meegetraind maar was destijds niet aangenomen.
Vanaf midden jaren 1930 kwam Andrade uit voor verscheidene Argentijnse clubs inclusief CA Atlanta en CA Lanús−CA Talleres. Hij speelde ook nog een korte periode met Wanderers in Uruguay, waarna hij zijn carrière beëindigde.

## Interlandcarrière
Andrade speelde tussen 1923 en 1930 34 interlands voor het Uruguayaans voetbalelftal, waarin hij een keer wist te scoren.

### Zuid-Amerikaans kampioenschap
Andrade won het Zuid-Amerikaans kampioenschap (voorganger van de Copa América) van 1923, 1924 en 1926.

### Olympische Zomerspelen 1924
Andrade won zijn eerste gouden olympische medaille op de Olympische Zomerspelen van 1924 in Parijs. Hij werd erkend als de eerste zwarte internationale voetballer op de Olympische spelen. Hij kreeg de bijnaam maravilla negra (het zwarte wonder), een bijnaam die later werd gebruikt voor Pelé.
Na het winnen van de Olympische Zomerspelen werden de Uruguayanen door Argentinië uitgedaagd voor een tweeluik. In de tweede wedstrijd in het Estadio Sportivo Barracas in Buenos Aires werd Andrade bekogeld met stenen door het Argentijnse publiek, waarop Andrade en zijn teamgenoten reageerden door de stenen terug te gooien. In de daaropvolgende rellen werd een teamgenoot gearresteerd en de Uruguayanen weigerden om de rest van de wedstrijd uit te spelen.

### Olympische Zomerspelen 1928

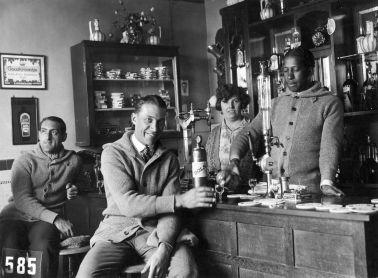
Andrade (achter de bar) serveert een drankje aan zijn Uruguayaanse teamgenoten in Amsterdam (1928).

In 1928 won Andrade zijn tweede olympische gouden medaille op de Olympische Zomerspelen van 1928, gehouden in Amsterdam. Tijdens de halve finale tegen Italië kwam Andrade in botsing met een van de doelpalen, met als gevolg een ernstige verwonding aan zijn oog. Dit verslechterde later tot het punt dat hij aan dat oog blind werd.

### Wereldkampioenschap 1930
Ondanks dat Andrade niet op zijn hoogtepunt was slaagde hij erin om een van de beste spelers van Uruguay te worden tijdens het toernooi, dat de Uruguayanen wonnen. Aan het einde van het toernooi werd hij verkozen in het "All-Star team". In 1994 werd hij door France Football geselecteerd als nummer tien in hun WK-Top-100.
Een plaquette werd geplaatst in het Estadio Centenario ter ere van zijn prestaties.

## Leven na het voetbal
Andrade was te gast op het WK 1950, toen Uruguay voor de tweede keer het toernooi wist te winnen. Zijn neef Víctor Rodríguez Andrade, een lid van het winnende team van 1950, had Andrade als zijn tweede familienaam aangenomen ter ere van José Leandro Andrade.
In 1956, toen hij werd ontdekt door de Duitse journalist Fritz Hack, was hij door alcoholisme afgedaald en woonde in een kleine flat in een arme wijk van Montevideo.
Andrade overleed in 1957 in het Piñeyro del Campo verpleeghuis in Montevideo aan de gevolgen van tuberculose.
Andrade ·
Anselmo ·
Ballestrero ·
Calvo ·
Capuccini ·
Castro ·
Cea ·
Dorado ·
Fernández ·
Gestido ·
Iriarte ·
Mascheroni ·
Melogno ·
Nasazzi  ·
Petrone ·
Píriz ·
Recoba ·
Riolfo ·
Saldombide ·
Scarone ·
Tejera ·
Urdinarán ·
Coach: Suppici
- Gemeinsame Normdatei: 1307907768
- International Standard Name Identifier: 0000 0000 4650 7836
- Library of Congress Control Number: no2003011538
- Virtual International Authority File: 41521877
- WorldCat: E39PBJr7TxxhBGdyXpdGDwGCQq